# Col·legi de la Candela
El Col·legi de la Candela és un centre educatiu de Valls (Alt Camp). L'edifici és una obra protegida com a Bé Cultural d'Interès Local.

## Edifici
Edifici situat en cantonera, punt més destacable de tot l'edifici, porxada d'entrada amb tres columnes d'ordre dòric que sostenen la petita terrassa superior, que destaca pel tancament de reixes metàl·liques amb decoració geomètrica. Una doble galeria d'arcs de mig punt s'obre al pati posterior, zona que és tancada per una paret que culmina formes ondulants.
L'edifici ha sofert reformes entre els anys 2007 - 2009.

## Història
L'any 1926 l'Ajuntament de Valls inicià els passos per portar a terme la construcció d'un Grup Escolar. Després d'obtenir part de l'hort de la Casa de Caritat per a construir-lo, l'any 1931 encarregà el seu projecte a l'arquitecte municipal Josep Maria Vives Castellet. El Grup Escolar fou construït al llarg dels anys 1933 i 1934. Vives
va projectar un edifici determinat pels nous corrents pedagògics, que concebien l'espai escolar com a part de l'educació. Seguint aquest corrent l'arquitecte també va incloure en el projecte nous espais destinats a tallers, teatre, biblioteca, espais de reunions, cuina i menjador, així com dutxes (tota una novetat a la ciutat) i calefacció. També va ser molt curós amb el tractament de la higiene, pel que fa a la llum natural i la ventilació amb els finestrals oberts a totes les façanes i el gran pati interior. Mentre que els terrats amb pèrgoles dels nexes que uneixen els tres cossos de l'edifici els projectà per a destinar-los a pati de jocs dels més petits o per a fer-hi jardins experimentals.
L'escola fou inaugurada en dues ocasions, l'any 1935 i el 1936, i va rebre inicialment el nom de Grup Escolar de Rafael Campalans. L'any 1938, en plena Guerra Civil, l'edifici del Grup Escolar fou habilitat com a hospital militar per a malalts infecciosos, i l'alumnat de l'escola fou traslladat a l'edifici de Sant Roc. En acabar la guerra, l'any 1939 el Grup Escolar tornà a recuperar la funció d'escola. L'any 1963 passà a denominar-se Grupo Escolar Mixto Nuestra Señora de la Candela que, després de diverses modificacions en el nom, l'any 1991 adoptà el nom que encara manté d'Escola Mare de Déu de la Candela.
Entre els anys 2006 i 2009 l'edifici va patir unes obres de reforma que l'adaptaren a les noves necessitats del centre escolar, modificant força el seu interior, però mantenint l'estructura i aparença original de l'edifici.